# Barre (stang)
 For alternative betydninger, se Barre. (Se også artikler, som begynder med Barre)
En barre er betegnelsen for en stang af et metal i uforarbejdet form. Det er primært guld og sølv, man opbevarer i barrer. 
Chokoladefabrikken Toms har en produktserie med navnet Guld Barre, som er chokolade, der er udformet, så den skal ligne ægte guldbarrer. Produktet er fremstillet siden 1933.